# تايغر (جورجيا)
تايغر (بالإنجليزية: Tiger, Georgia)‏ هي بلدة تقع في مقاطعة رابون بولاية جورجيا في الولايات المتحدة. تبلغ مساحتها 2.1 (كم²)، وترتفع عن سطح البحر 598 م، بلغ عدد سكانها 408 نسمة في عام 2010 حسب إحصاء مكتب تعداد الولايات المتحدة وتصل الكثافة السكانية فيها 150.5 نسمة/كم2.

## وصلات خارجية
- The US50 - Cities and Towns in Georgia State
- Georgia Cities and Towns, Facts, Map, Flag, Colleges, Government, and More